# Tutelle des mineurs
La tutelle des mineurs désigne la tutelle ouverte pour les enfants mineurs, lorsque les titulaires de l'autorité parentale ne peuvent plus l'exercer.

## Droit français
En droit français, la tutelle des mineurs est régie par le Code civil (articles 390 à 413) et le Code de procédure civile (articles 1211 à 1236 et 1253 à 1254).

## Droit québécois
En droit québécois, la tutelle au mineur est régie par les articles 177 à 255 du Code civil du Québec.